# 派宰诺杜安-昂布里
派宰诺杜安-昂布里（法語：Paizay-Naudouin-Embourie，法語發音：[pɛzɛ nodwɛ̃ ɑ̃buʁi]）是法国夏朗德省的一个市镇，属于孔福朗区。该市镇于1973年由原市镇派宰诺杜安（Paizay-Naudouin）和昂布里（Embourie）合并而成。

## 地理
派宰诺杜安-昂布里（46°1'49"N, 0°0'12"W）面积25.42 平方千米，位于法国新阿基坦大区夏朗德省，该省份为法国西部内陆省份，北起德塞夫勒省和维埃纳省，东临上维埃纳省，东南至多尔多涅省，南至多爾多涅省，西接滨海夏朗德省。
与派宰诺杜安-昂布里接壤的市镇（或旧市镇、城区）包括：布雷特、昂皮雷、隆格雷、拉马格德莱娜、泰拉比耶、瓦尔德洛姆。

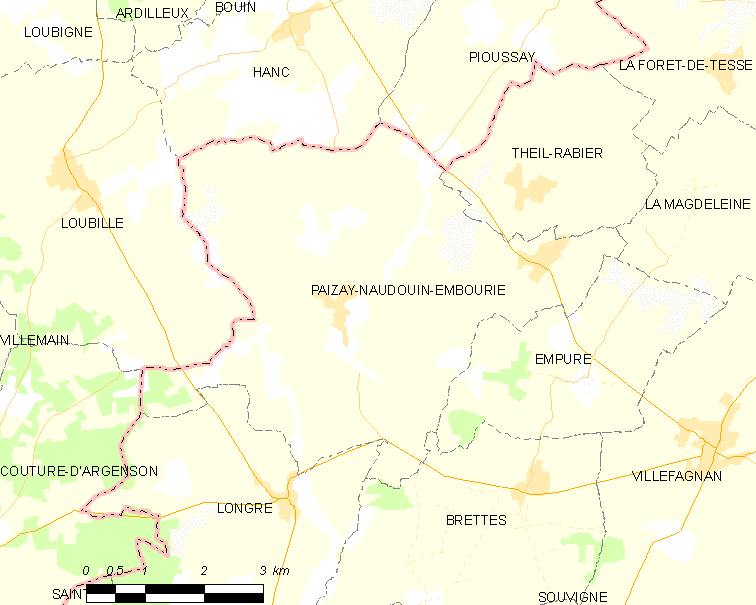
派宰诺杜安-昂布里的OSM定位图

派宰诺杜安-昂布里的时区为UTC+01:00、UTC+02:00（夏令时）。

## 行政
派宰诺杜安-昂布里的邮政编码为16240，INSEE市镇编码为16253。

## 政治
派宰诺杜安-昂布里所属的省级选区为夏朗德北县。

## 人口

1962-2008年间派宰诺杜安-昂布里人口变化图示

派宰诺杜安-昂布里于2022年1月1日时的人口数量为351人。